# Telipna erica
Telipna erica är en fjärilsart som beskrevs av Suffert 1904. Telipna erica ingår i släktet Telipna och familjen juvelvingar. Inga underarter finns listade i Catalogue of Life.